# 克里斯蒂安·福斯特
克里斯蒂安·福斯特（德語：Christiane Fürst，1985年3月29日—），德国女子排球運動員，亦是德國國家女子排球隊隊員，司職攔網手。曾在2006年世界女子排球錦標賽奪得最佳攔網手。

## 外部連結
- FIVB Profile （页面存档备份，存于）（英文）
- CEV Profile[永久]（英文）
- Italian League Profile （页面存档备份，存于）（英文）